# Amerika
Amerika ist ein Doppelkontinent der Erde, der aus Nordamerika (mit Zentralamerika) und Südamerika besteht, häufig aber auch in Nord-, Mittel- und Südamerika aufgeteilt wird. Angelehnt an den angelsächsischen Sprachgebrauch, wird seltener auch im Deutschen im Plural von den Amerikas gesprochen.
Amerika erstreckt sich in seiner Nord-Süd-Achse 15.000 Kilometer vom 84. Breitengrad Nord (Kap Morris Jesup) bis zum 56. Breitengrad Süd (Kap Hoorn). Der westlichste Punkt liegt in Nordamerika auf dem 172. Längengrad Ost auf der Aleuteninsel Attu. Der Doppelkontinent hat eine Landfläche von etwa 43 Millionen km² und ist damit etwas kleiner als Asien.
In Amerika leben über eine Milliarde Menschen. Ein Großteil der Bevölkerungen Amerikas setzt sich aus Einwanderern zusammen, weshalb die Länder als Einwanderungsländer bezeichnet werden. Die größten Einzelstaaten des Kontinents sind Kanada, die Vereinigten Staaten, Brasilien, Argentinien und Mexiko. In diesen Ländern befinden sich auch die größten Ballungszentren Amerikas: New York City, São Paulo, Mexiko-Stadt, Los Angeles und Buenos Aires.
Die Besiedlung Amerikas wird durch eine wechselhafte Geschichte von über 15.000 Jahren geprägt, welche einige der ersten Hochkulturen einschließt. Diese altamerikanische Kultur wird als „präkolumbische“ Zeit bis etwa 1492 betrachtet, als mit der europäischen Entdeckung Amerikas eine Phase der Kolonisierung und intensiven Besiedlung des Kontinents einsetzte. Aus den einstigen Gebieten der Kolonialreiche wurden ab dem 18. Jahrhundert eigenständige Staaten. Die Organisation Amerikanischer Staaten (OAS) wurde 1948 als Kontinentalbündnis gegründet und vereint fast alle amerikanischen Länder.

## Etymologie

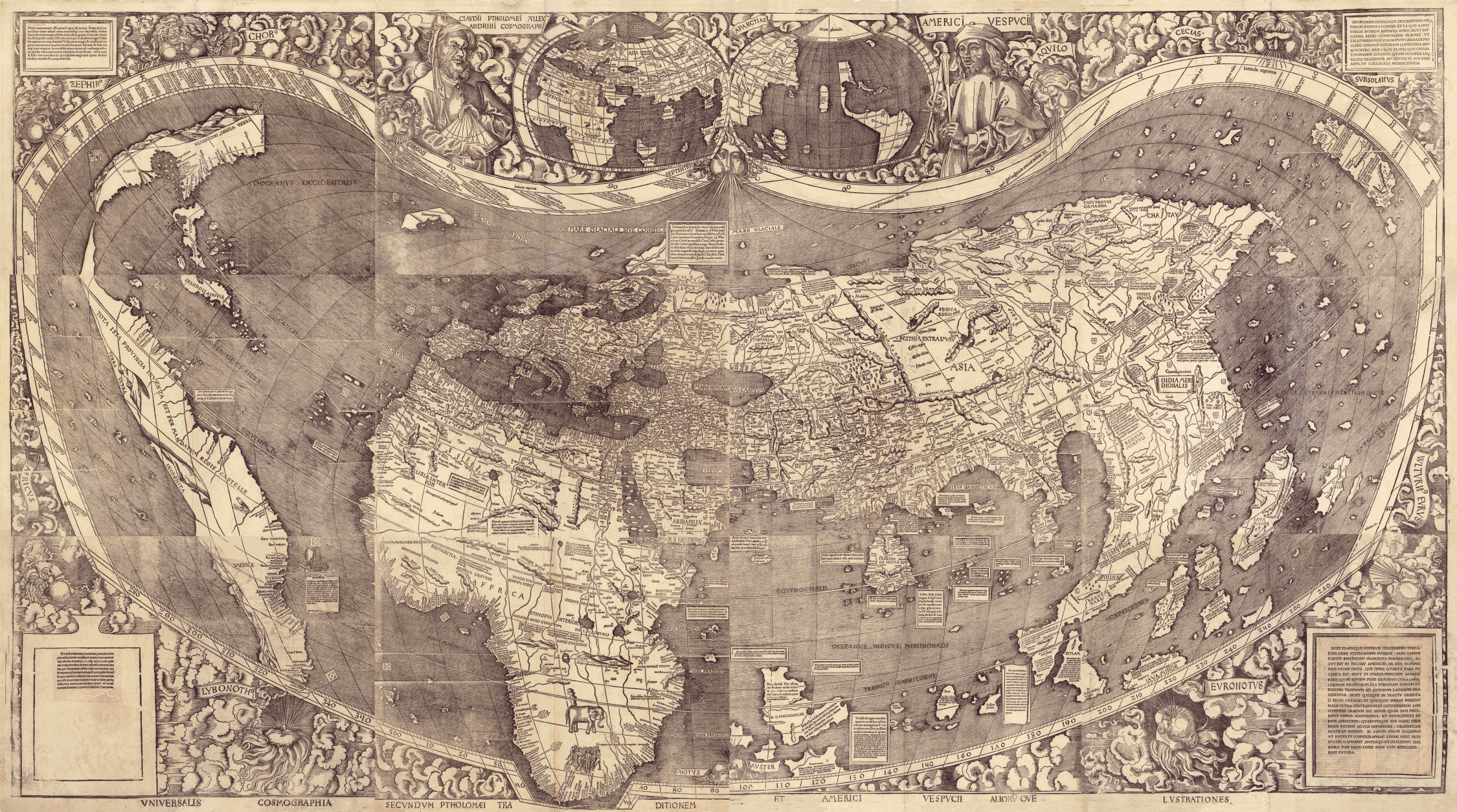
Weltkarte von Waldseemüller, 1507, Einzelstücke montiert

Der Name Amerika wurde vom Vornamen des Italieners Amerigo Vespucci (1451–1512) abgeleitet, der die Amazonasmündung als erster Europäer entdeckte und als erster davon schrieb, dass das im Zuge der transatlantischen Fahrten von Christoph Kolumbus als erstem Europäer beschriebene Land nicht Indien oder Asien sei, sondern vielmehr ein eigenständiger Erdteil.
Als der Freiburger Kartograph Martin Waldseemüller an einer Neuausgabe der Geographia des Ptolemäus arbeitete, hatte dessen Kollege, der Dichter Matthias Ringmann, gerade Vespuccis Reiseberichte gelesen und hielt ihn fälschlich für den Entdecker der neuen Welt. Ringmann verfasste die Begleitschrift zur von Waldseemüller gezeichneten Karte, die gemeinsam mit ihr am 25. April 1507 unter dem Titel Cosmographiae Introductio erschien. Darin schrieb er:

„[I]ch sehe nicht ein, warum nicht (dieser Erdteil) nach dem Entdecker Amerigo, einem Mann von klugem Geist, ‚Amerige‘, also das Land des Americus oder ‚America‘ genannt werden soll: denn sowohl Europa als auch Asia sind Namen, die sich von Frauen ableiten.“

Kopien der Karte verbreiteten sich schneller als Waldseemüller den Irrtum korrigieren konnte. In seinem größten Kartenwerk von 1513 tauchte der Name „America“ nicht mehr auf, stattdessen wies er darauf hin, dass der Kontinent „von Christoph Columbus im Auftrag des Königs von Castilien entdeckt“ worden war. Bis zu seinem Tod wollte er „den neuentdeckten Kontinent ‚Brasilien‘ oder ‚Papageienland‘“ nennen. Bereits wenige Jahre nach dem Erscheinen dieser Karte sprach die Fachwelt ausschließlich von America, wohl auch weil dies eine gelungene Wortschöpfung war. So gibt auch der Schöner-Erdglobus von 1515, der älteste seiner Art, der die Südhälfte der Neuen Welt darstellt, deren Namen mit „America“ an. Auf dem Orbis imago des Gerhard Mercator von 1538 wurden die beiden Teile Amerikas erstmals einheitlich als „America“ benannt. Spätere Versuche anderer Kartographen, den Kontinent nach Kolumbus zu benennen, führten lediglich zur Benennung von Kolumbien. Kolumbus’ Erben erreichten erst durch ein Gerichtsverfahren, dass Kolumbus als Entdecker Amerikas anerkannt wurde.
Eine Alternativtheorie wurde 1908 von dem englischen Lokalhistoriker Alfred Hudd aufgestellt. Demnach sei der Name Amerika zurückzuführen auf Richard ap Meryk (anglisiert Richard Amerike), einen walisisch-englischen Geschäftsmann und Zollbeamten in Bristol, der dem Seefahrer und Entdecker John Cabot größere Geldsummen gezahlt habe. Auch wenn sich diese Theorie nicht durchgesetzt hat, wird sie bis in die Gegenwart von einigen Autoren vertreten.
Alternative Bezeichnungen dieses Erdteils sind Doppelkontinent, Westliche Hemisphäre, Neue Welt, Übersee (ungenau), Westfeste (veraltet), Vierter Kontinent (veraltet; gezählt aus europäischer Sichtweise), Westindien (veraltet, heute noch für den karibischen Raum). Eine Selbstbezeichnung des Kontinents der in Panamá und Nordwest-Kolumbien lebenden Kuna ist Abya Yala.
Die Bezeichnung „Indianer“ für die Ureinwohner Amerikas entstand durch den Irrtum, es handle sich bei der erreichten Küste um einen Teil Asiens. In der iberischen Welt und im kolonialen Amerika wurde der Kontinent bis weit ins 18. Jahrhundert weiterhin Indias, „Die Indien“ genannt. Die englische Bezeichnung Indian kann sowohl „Inder“ als auch „Indianer“ bedeuten. Zur Unterscheidung werden die Ureinwohner Amerikas normalerweise als American Indians oder Native Americans bezeichnet, in Kanada auch als Aborigines oder First Nations.
Amerika selbst ist wiederum Namensgeber für das chemische Element Americium, das 1944 entdeckt wurde.

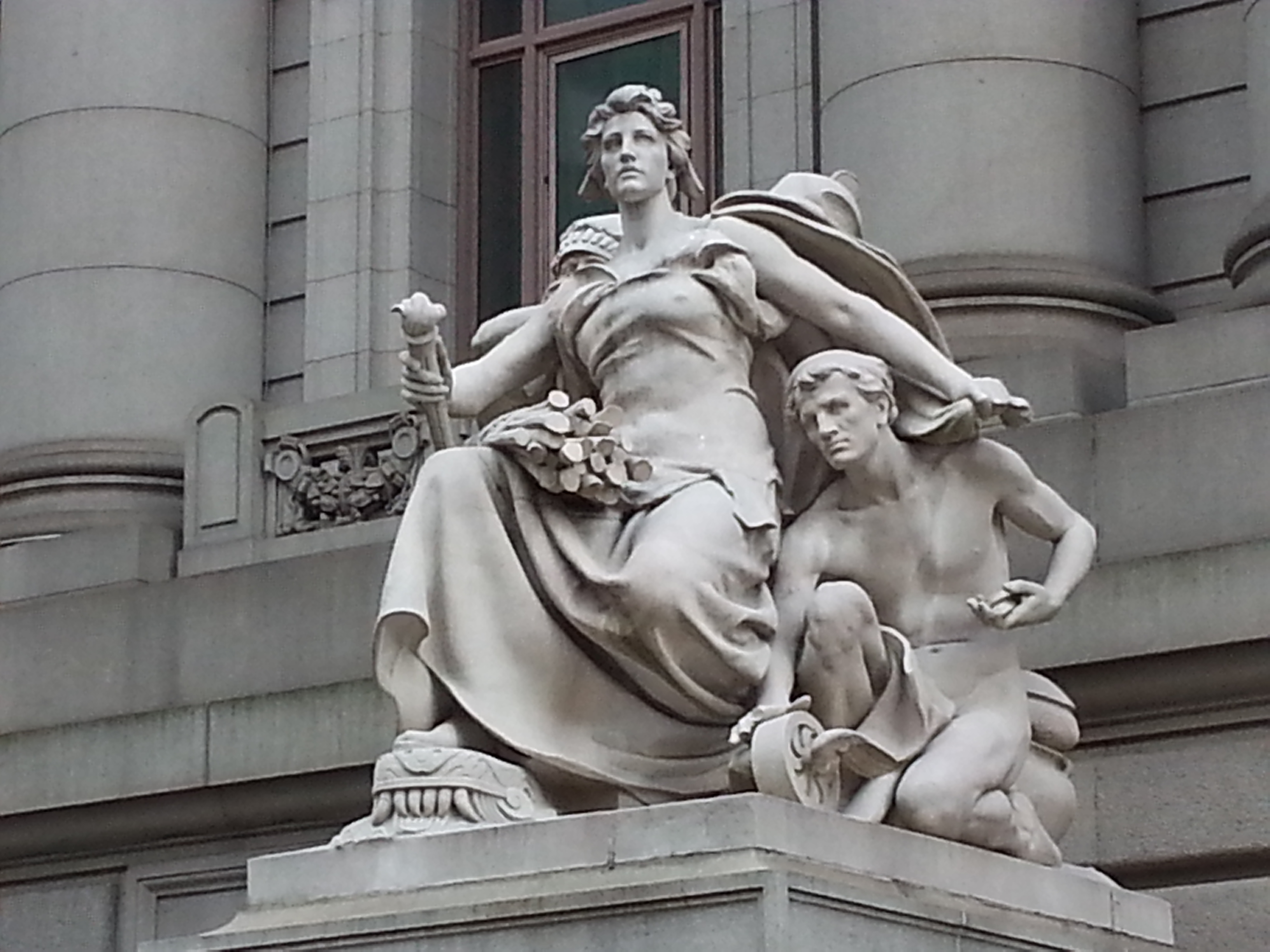
Allegorische Darstellung Amerikas von Daniel Chester French am Alexander Hamilton US Custom House, New York City

## Unterteilung
Man kann den amerikanischen Doppelkontinent einerseits in die Kontinente Nordamerika und Südamerika einteilen, andererseits wird Mittelamerika häufig als eigener Teil angesehen. Letzteres ist in plattentektonischer Hinsicht sinnvoll, da Nordamerika größtenteils auf der nordamerikanischen Platte, Südamerika größtenteils auf der südamerikanischen Platte und Zentralamerika auf der Karibischen Platte ruht. Durch die politische Grenzziehung, die sich nicht an der Plattentektonik orientiert, gibt es jedoch Abweichungen dieser Zuordnung.

### Nordamerika
Zu Nordamerika im engeren Sinne gehören Grönland, Kanada, die USA, der größte Teil von Mexiko und mehrere Inselstaaten, im weiteren Sinne gehört ganz Mittelamerika zum Kontinent. Von Kap Morris Jessup (Grönland 83° 39′ nördliche Breite) bis zum Isthmus von Darién (Panama 8° n. Br.) sind es etwa 10.000 km. Höchster Gipfel Nordamerikas ist der in Alaska gelegene Denali (Mount McKinley, 6.194 m). Der Obere See mit einer Fläche von etwa 82.000 Quadratkilometern ist der zweitgrößte See der Welt (nach dem Kaspischen Meer).

### Mittelamerika
Der Festlandteil Nordamerikas südlich des Isthmus von Tehuantepec wird als Zentralamerika bezeichnet. Zentralamerika zusammen mit den Inseln der Karibik wird als Mittelamerika bezeichnet. Mittelamerika wird im Allgemeinen nicht als eigenständiger Kontinent aufgefasst, sondern zum Großteil als zu Nordamerika gehörig angesehen. Mittelamerika umfasst den Südteil von Mexiko, Belize, Guatemala, El Salvador, Honduras, Nicaragua, Costa Rica und Panama auf dem Festland; auf Inseln liegen die Staaten Bahamas, Kuba, Jamaika, Haiti, Dominikanische Republik, St. Kitts und Nevis, Antigua und Barbuda, Dominica, Barbados, St. Lucia, St. Vincent und Grenada sowie Überseegebiete anderer Staaten, insbesondere die Turks- und Caicosinseln, Puerto Rico, Jungferninseln, Anguilla, St. Martin, Saba, Sint Eustatius, Saint-Barthélemy, Guadeloupe, Martinique. Je nach Abgrenzung werden aus kulturellen Gründen auch Trinidad und Tobago sowie der größere Nordteil Mexikos zu Mittelamerika gezählt.
In Zentralamerika gibt es an der Pazifikküste sehr viele tätige Vulkane. Der Nicaraguasee hat mehrere hundert Inseln, davon sind einige auch tätige Vulkane. Dieser See entstand durch vulkanische Abtrennung vom Pazifik, wodurch sich hier einzigartige Süßwasservarianten von Haien und Schwertfischen gebildet haben.
In Zentralamerika liegt der Panamakanal.

### Südamerika

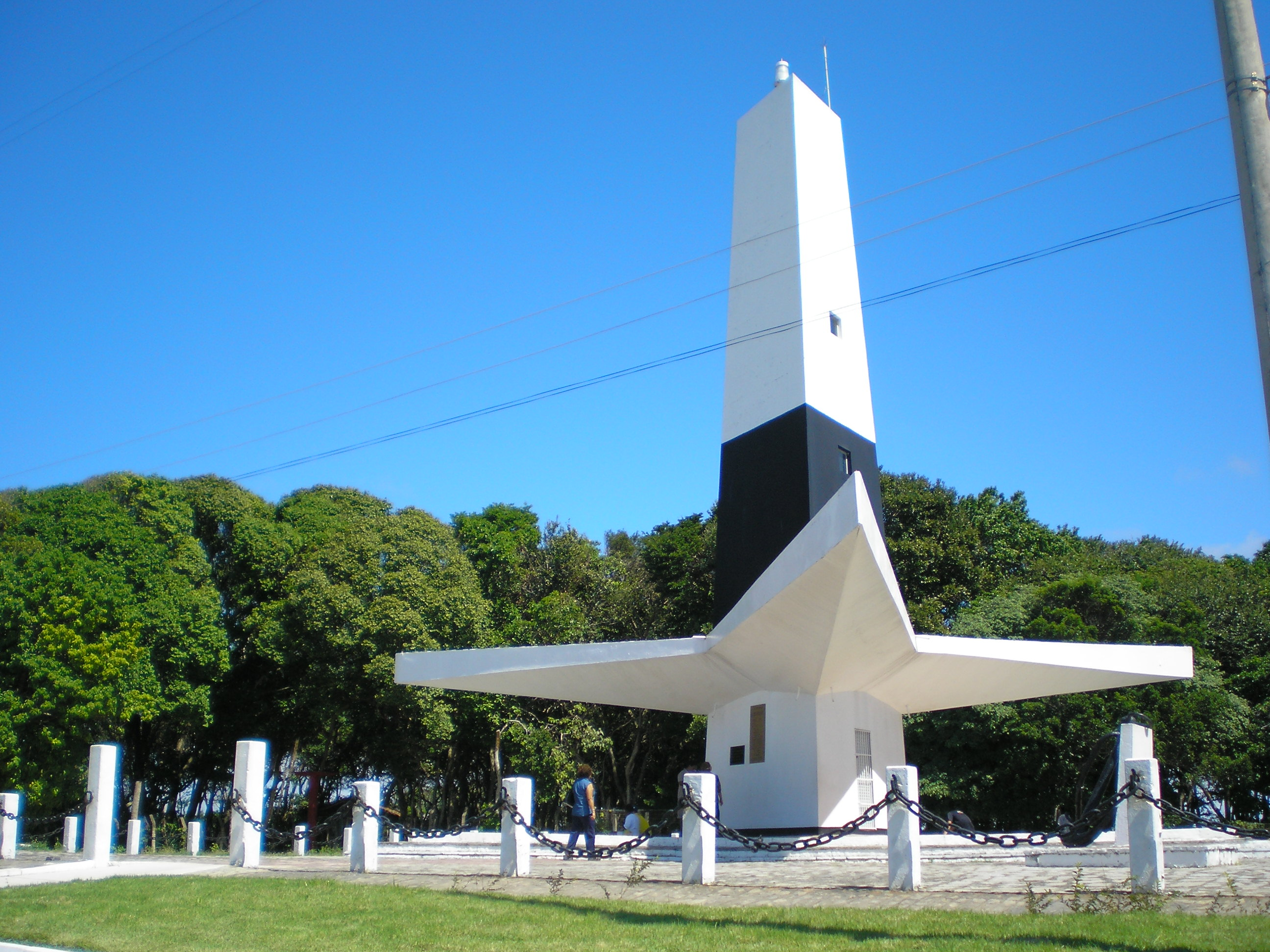
Das Kap Ponta do Seixas in der Nähe von João Pessoa markiert den östlichsten Punkt Südamerikas.

Südamerika umfasst die Staaten Kolumbien, Venezuela, Guyana, Surinam, Ecuador, Peru, Bolivien, Chile, Argentinien, Uruguay, Paraguay und Brasilien auf dem Festland sowie das häufig zu Nord- bzw. Mittelamerika gerechnete Trinidad und Tobago vor der Nordküste sowie das Übersee-Département Französisch-Guayana auf dem Festland, die niederländischen Inseln Aruba, Bonaire und Curaçao vor der Nordküste sowie die zwischen Argentinien und Großbritannien umstrittenen Falklandinseln im Südosten des Kontinents. Paraguay und Bolivien sind die einzigen Binnenstaaten von ganz Amerika.
Mehr als die Hälfte Südamerikas ist tropisches Gebiet. Im westlichen Bereich dominiert das größte Gebirge Amerikas, die Anden, das Landschaftsbild. Der höchste Berg sowohl Südamerikas als auch des gesamten Doppelkontinents ist mit 6.962,97 Metern Höhe der nahe an der chilenischen Grenze in der argentinischen Provinz Mendoza liegende, vergletscherte Aconcagua. Die Anden entstanden durch die Subduktion der so genannten Nazca-Platte unter die südamerikanische Platte. Entlang der tektonisch sehr aktiven westlichen Küste findet sich eine Vulkankette, die weiter im Süden zu der Feuerland genannten Vulkan- und Geysirtundra hin ausläuft.
Zwischen den Anden und dem Pazifik liegt im heutigen Nordchile die extrem aride Atacamawüste. Innerhalb der Anden liegt das trotz seiner Höhenlage von über 3.000 m über dem Meeresspiegel und des entsprechend kühlen und trockenen Klimas bevölkerungsreiche Hochland des Altiplano rund um den Titicacasee, den größten See Südamerikas.
Im Nordosten findet sich das Bergland von Guayana und südlich davon das Amazonasbecken mit dem Amazonas, seinen unzähligen Zuflüssen, fruchtbaren Überschwemmungsgebieten und Urwäldern. Der Amazonas befördert ein Fünftel des ins Meer fließenden Süßwassers. Das Becken wird im Süden vom stark verwitterten brasilianischen Bergland begrenzt.

### Wirtschaftsregion
Die Teilung der Welt in drei Wirtschaftsräume basiert auf der wirtschaftlichen Triade mit einer Region mit Europa als Zentrum, Asien-Pazifik (Fernen Osten/Ostasien einschließlich Sibirien und bis Australien, kurz APAC, JAPA, APJ) mit Japan und China als Vorreiter, und die beiden/drei Amerikas. Diesen industrialisierten Zentren werden dann weitere Regionen zugeschlagen, wobei die Zuordnung der Länder in den Vertriebabteilungen der verschiedenen Firmen nicht einheitlich ist.
Americas (kurz AMER, oder auch NCSA: North, Central and South America) umfasst unter anderem:
- NORAM (auch NA, NorAm): Nordamerika (North America), in einem Sinne, der mit Kanada, USA & Mexiko dem NAFTA-Raum entspricht
- LATAM (auch LAC): Lateinamerika und Karibik (Latin America & the Caribbean)
- NALA: North America & Latin America – in dem Falle, dass Teile der Karibik zur EMEAC (Europe, Middle East, Africa, Caribbean) als Erweiterung der zu EMEA gerechnet werden.

## Anglo- und lateinamerikanische Interpretation
Im englischen Sprachraum werden Nord- und Südamerika als getrennte Kontinente betrachtet. „America“ wird (wie auch „Amerika“ umgangssprachlich im Deutschen) als Kurzform für die Vereinigten Staaten gebraucht, während der Doppelkontinent mit „the Americas“ (Mehrzahl) bezeichnet wird.
In Lateinamerika und im spanischen und portugiesischen Sprachraum Europas wird „América“ als ein Kontinent betrachtet. Dort steht die Bezeichnung americano, also Amerikaner immer für einen Bewohner des Kontinents, und wird nie exklusiv für einen Bürger der USA verwendet. Die RAE sieht in der Verwendung des Begriffs für einen US-Amerikaner eine missbräuchliche Verwendung, die zu unterlassen ist.

## Gesamtamerikanische Organisationen

Mitgliedschaft in Amerikanischen Organisationen (2013)

Es gibt nur wenige Organisationen, wie z. B. die Organisation Amerikanischer Staaten und die geplante Amerikanische Freihandelszone, die den gesamten Doppelkontinent betreffen. Die meisten amerikanischen Organisationen und Bündnisse betreffen nur Lateinamerika und die Karibik.